# Renaud de Nanteuil
Renauld de Nanteuil (Renaud Natolii, Reginaldus/Raynaldus de Nantolio Remensis; † 27. September 1283) war Bischof von Beauvais und Pair von Frankreich. Er war der Bruder von Philippe de Nanteuil.

## Leben
Renaud de Nanteuil entstammte dem Haus Nanteuil-le-Haudouin, deren Vorfahren die alten Grafen von Vexin waren und als Nachkommen Karls des Großen galten. Sein Vater war Philippe de Nanteuil der Ältere. Seine Mutter Alix gilt als berühmte Persönlichkeit in der Geschichte von Reims. 1257 schenkte Renauld seine Ländereien, darunter viele Weinberge, der Kathedrale von Beauvais.
Er ließ zwischen 1276 und 1283 das Schloss von Thiers-sur-Thève erbauen.